# Zosinów
Zosinów – wieś w Polsce położona w województwie łódzkim, w powiecie kutnowskim, w gminie Bedlno.
| SIMC    | Nazwa     | Rodzaj    |
| ------- | --------- | --------- |
| 0559530 | Klotyldów | część wsi |

W latach 1975–1998 miejscowość administracyjnie należała do województwa płockiego.